# Kanton Bruyères
Der Kanton Bruyères ist seit 1790 ein französischer Wahlkreis in den Arrondissements Épinal und Saint-Dié-des-Vosges im Département Vosges in der Region Grand Est; sein Bureau centralisateur befindet sich in Bruyères.

## Lage
Der Kanton liegt im Zentrum des Départements.

## Geschichte
Der Kanton entstand 1790. Bis 2015 gehörten 30 Gemeinden zum Kanton Bruyères. Mit der Neuordnung der Kantone in Frankreich stieg die Zahl der Gemeinden 2015 auf 51. Zu den bisherigen 30 Gemeinden kamen 21 Gemeinden aus den Kantonen Brouvelieures (alle 10 Gemeinden),  Châtel-sur-Moselle (7 der 23 Gemeinden) und Corcieux (4 der 13 Gemeinden) hinzu.

## Gemeinden
Der Kanton besteht aus 51 Gemeinden mit insgesamt 19.443 Einwohnern (Stand: 1. Januar 2022) auf einer Gesamtfläche von 399,27 km²:
| Gemeinde                      | Einwohner 1. Januar 2022 | Fläche km² | Dichte Einw./km² | Code INSEE | Postleitzahl | Arrondissement       |
| ----------------------------- | ------------------------ | ---------- | ---------------- | ---------- | ------------ | -------------------- |
| Aydoilles                     | 1.007                    | 10,00      | 101              | 88026      | 88600        | Épinal               |
| Badménil-aux-Bois             | 139                      | 9,14       | 15               | 88027      | 88330        | Épinal               |
| Bayecourt                     | 234                      | 6,92       | 34               | 88040      | 88600        | Épinal               |
| Beauménil                     | 132                      | 3,30       | 40               | 88046      | 88600        | Saint-Dié-des-Vosges |
| Belmont-sur-Buttant           | 297                      | 8,46       | 35               | 88050      | 88600        | Saint-Dié-des-Vosges |
| Biffontaine                   | 393                      | 8,88       | 44               | 88059      | 88430        | Saint-Dié-des-Vosges |
| Bois-de-Champ                 | 105                      | 17,69      | 6                | 88064      | 88600        | Saint-Dié-des-Vosges |
| Brouvelieures                 | 411                      | 7,36       | 56               | 88076      | 88600        | Saint-Dié-des-Vosges |
| Bruyères                      | 2.935                    | 16,02      | 183              | 88078      | 88600        | Saint-Dié-des-Vosges |
| Champdray                     | 192                      | 9,49       | 20               | 88085      | 88640        | Saint-Dié-des-Vosges |
| Champ-le-Duc                  | 481                      | 3,92       | 123              | 88086      | 88600        | Saint-Dié-des-Vosges |
| Charmois-devant-Bruyères      | 379                      | 6,61       | 57               | 88091      | 88460        | Saint-Dié-des-Vosges |
| Cheniménil                    | 1.227                    | 9,28       | 132              | 88101      | 88460        | Saint-Dié-des-Vosges |
| Destord                       | 238                      | 5,04       | 47               | 88130      | 88600        | Saint-Dié-des-Vosges |
| Deycimont                     | 298                      | 6,32       | 47               | 88131      | 88600        | Saint-Dié-des-Vosges |
| Docelles                      | 864                      | 8,74       | 99               | 88135      | 88460        | Saint-Dié-des-Vosges |
| Domèvre-sur-Durbion           | 266                      | 12,51      | 21               | 88143      | 88150        | Épinal               |
| Domfaing                      | 212                      | 3,90       | 54               | 88145      | 88600        | Saint-Dié-des-Vosges |
| Dompierre                     | 240                      | 8,88       | 27               | 88152      | 88600        | Épinal               |
| Fays                          | 219                      | 4,83       | 45               | 88169      | 88600        | Saint-Dié-des-Vosges |
| Fiménil                       | 232                      | 5,13       | 45               | 88172      | 88600        | Saint-Dié-des-Vosges |
| Fontenay                      | 471                      | 6,47       | 73               | 88175      | 88600        | Saint-Dié-des-Vosges |
| Fremifontaine                 | 421                      | 9,56       | 44               | 88184      | 88600        | Saint-Dié-des-Vosges |
| Girecourt-sur-Durbion         | 353                      | 6,92       | 51               | 88203      | 88600        | Saint-Dié-des-Vosges |
| Grandvillers                  | 724                      | 17,46      | 41               | 88216      | 88600        | Saint-Dié-des-Vosges |
| Gugnécourt                    | 228                      | 5,11       | 45               | 88222      | 88600        | Saint-Dié-des-Vosges |
| Herpelmont                    | 268                      | 5,58       | 48               | 88240      | 88600        | Saint-Dié-des-Vosges |
| Jussarupt                     | 260                      | 6,57       | 40               | 88256      | 88640        | Saint-Dié-des-Vosges |
| La Neuveville-devant-Lépanges | 502                      | 8,77       | 57               | 88322      | 88600        | Saint-Dié-des-Vosges |
| Laval-sur-Vologne             | 630                      | 3,58       | 176              | 88261      | 88600        | Saint-Dié-des-Vosges |
| Laveline-devant-Bruyères      | 578                      | 3,10       | 186              | 88262      | 88600        | Saint-Dié-des-Vosges |
| Laveline-du-Houx              | 207                      | 8,21       | 25               | 88263      | 88640        | Saint-Dié-des-Vosges |
| Lépanges-sur-Vologne          | 838                      | 7,57       | 111              | 88266      | 88600        | Saint-Dié-des-Vosges |
| Le Roulier                    | 210                      | 5,67       | 37               | 88399      | 88460        | Saint-Dié-des-Vosges |
| Les Poulières                 | 302                      | 2,98       | 101              | 88356      | 88600        | Saint-Dié-des-Vosges |
| Les Rouges-Eaux               | 79                       | 5,90       | 13               | 88398      | 88600        | Saint-Dié-des-Vosges |
| Méménil                       | 175                      | 9,15       | 19               | 88297      | 88600        | Saint-Dié-des-Vosges |
| Mortagne                      | 188                      | 22,20      | 8                | 88315      | 88600        | Saint-Dié-des-Vosges |
| Nonzeville                    | 55                       | 1,62       | 34               | 88331      | 88600        | Saint-Dié-des-Vosges |
| Padoux                        | 492                      | 19,35      | 25               | 88340      | 88700        | Épinal               |
| Pallegney                     | 172                      | 5,93       | 29               | 88342      | 88330        | Épinal               |
| Pierrepont-sur-l’Arentèle     | 143                      | 6,23       | 23               | 88348      | 88600        | Saint-Dié-des-Vosges |
| Prey                          | 89                       | 2,13       | 42               | 88359      | 88600        | Saint-Dié-des-Vosges |
| Rehaupal                      | 208                      | 4,72       | 44               | 88380      | 88640        | Saint-Dié-des-Vosges |
| Sainte-Hélène                 | 445                      | 17,05      | 26               | 88418      | 88700        | Épinal               |
| Sercœur                       | 224                      | 9,18       | 24               | 88454      | 88600        | Épinal               |
| Vervezelle                    | 117                      | 1,92       | 61               | 88502      | 88600        | Saint-Dié-des-Vosges |
| Villoncourt                   | 100                      | 6,40       | 16               | 88509      | 88150        | Épinal               |
| Viménil                       | 235                      | 8,05       | 29               | 88512      | 88600        | Saint-Dié-des-Vosges |
| Xamontarupt                   | 152                      | 5,00       | 30               | 88528      | 88460        | Saint-Dié-des-Vosges |
| Zincourt                      | 76                       | 4,47       | 17               | 88532      | 88330        | Épinal               |
| Kanton Bruyères               | 19.443                   | 399,27     | 49               | 8802       | –            | –                    |

Bis zur landesweiten Neuordnung der französischen Kantone im März 2015 gehörten zum Kanton Bruyères die 30 Gemeinden Aydoilles, Beauménil, Bruyères, Champ-le-Duc, Charmois-devant-Bruyères, Cheniménil, Destord, Deycimont, Docelles, Dompierre, Fays, Fiménil, Fontenay, Girecourt-sur-Durbion, Grandvillers, Gugnécourt, La Neuveville-devant-Lépanges, Laval-sur-Vologne, Laveline-devant-Bruyères, Laveline-du-Houx, Le Roulier, Lépanges-sur-Vologne, Méménil, Nonzeville, Padoux, Pierrepont-sur-l’Arentèle, Prey, Sainte-Hélène, Viménil und Xamontarupt. Sein Zuschnitt entsprach einer Fläche von 229,51 km2. Er besaß vor 2015 einen anderen INSEE-Code als heute, nämlich 8803.

## Bevölkerungsentwicklung des alten Kantons
| 1962   | 1968   | 1975   | 1982   | 1990   | 1999   | 2006   | 2012   |
| ------ | ------ | ------ | ------ | ------ | ------ | ------ | ------ |
| 14.664 | 14.427 | 14.268 | 14.615 | 14.814 | 14.947 | 15.287 | 15.445 |

## Politik
Seit 1945 hatte der Kanton folgende Abgeordnete im Rat des Départements:
| Vertreter im conseil général des Départements | Vertreter im conseil général des Départements | Vertreter im conseil général des Départements |
| Amtszeit                                      | Name                                          | Partei                                        |
| --------------------------------------------- | --------------------------------------------- | --------------------------------------------- |
| 1945–1949                                     | Pierre Blanck                                 | SFIO                                          |
| 1949–1955                                     | Michel Madelin                                | RPF, danach Républicains sociaux              |
| 1955–1959                                     | Maurice Mougeot                               | parteilos                                     |
| 1960–1973                                     | Roger Mercier                                 | Rad., danach MRG                              |
| 1973–1979                                     | Raoul Cazenave-Neubout                        | PS                                            |
| 1979–2011                                     | Michel Langloix                               | RPR, danach UMP                               |
| 2011–2015                                     | Christian Tarantola                           | PS                                            |
| 2015–                                         | Bernadette Poirat Christian Tarantola         | Union de la gauche                            |